# Sence (Mavrovo a Rostuša)
Sence (makedonsky: Сенце, albánsky: Sencë) je vesnice v Severní Makedonii. Nachází se v opštině Mavrovo a Rostuša v Položském regionu. 
Podle sčítání lidu z roku 2002 žije ve vesnici celkem 21 obyvatel. Etnickými skupinami jsou:
- Albánci – 15
- Makedonci – 5
- Bosňáci – 1